# 塔山車站
塔山車站為一座位於臺灣嘉義縣阿里山鄉的鐵路車站，屬於林業保育署阿里山林業鐵路眠月線，為眠月線觀光化後於1983年2月11日新設之車站。遭921大地震毀壞後至今仍未修復。

## 車站構造
停駛前:股道二條，另有一分歧路線通往大瀧溪線。
九二一大地震後修復時興建岸式月台一座，惟路線因莫拉克風災損毀而未啟用。

## 利用狀況
本站為眠月線的停靠車站，於921大地震損壞，目前已納入眠月線第一階段修復計畫範圍。

## 歷史
日治時期當地設有「我國鐵道最高地点 海拔二三四六米」紀念碑。
1. ↑  . 中國時報.   [2023-02-28]. （原始内容存档于2022-12-08）.